# Fogou von Boleigh
Das Fogou von Boleigh liegt an der B3315 (Straße) südwestlich von Penzance in Cornwall (England) und ist eine eisenzeitliche Anlage, die in ähnlicher Form auf den Britischen Inseln einschließlich Irland, aber auch in anderen Ländern gefunden wird und in der Archäologie allgemein als Souterrain bezeichnet wird. Bei Souterrains wird grundsätzlich zwischen „rock-cut“, „earth-cut“, „stone built“ und „mixed“ Souterrains unterschieden.

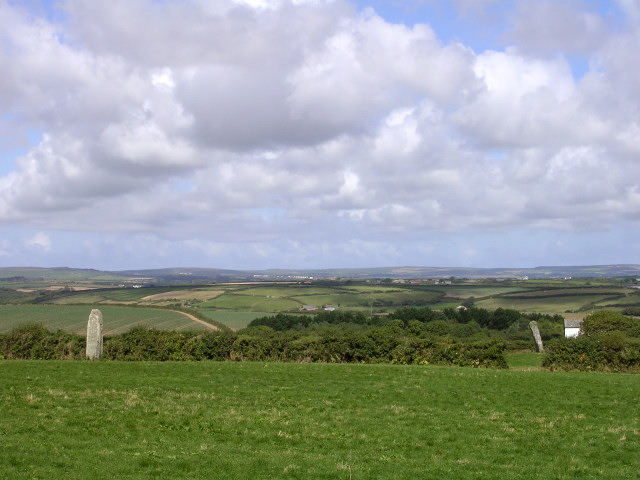
Die nahen Pipers

In Cornwall und Wales werden Souterrains „Fogou“ genannt, in Schottland sind auch die Begriffe „Earth House“ oder „Weem“ geläufig. Es handelt sich dabei um ein System oberflächennaher, unterirdischer Gänge und Kammern bzw. Nischen, die in die Erde (earth cut) oder in Fels (rock cut) geschnitten sind, in seltenen Fällen aus Holz erstellt wurden, von Trockenmauerwerk gefasst (stone built) oder in gemischter Bauweise (mixed) erstellt und mit Steinplatten oder Holzbalken abgedeckt sind.
Viele Fogous besitzen neben dem Hauptgang einen Seitengang mit einer oder mehreren Kammern. Bei Boleigh liegt der Seitengang nahe dem Eingang und ist stark gekrümmt. Im Hauptgang von Boleigh gibt es auf einem der Seitensteine am Eingang eine heute kaum mehr erkennbare, eingeritzte menschliche Figur mit einem Gegenstand, vielleicht einem Speer.
Mitte der 1990er Jahre wurde die Erdoberfläche um Boleigh archäologisch untersucht. Man fand die Überreste eines eisenzeitlichen Hauses, das von einer ovalen Mauer umgeben war. Kombinationen von Souterrain und Haus wurden schon häufiger entdeckt (Fogou von Halligye). Die Ausgräber folgern, dass das Fogou in Kombination mit dem oberirdischen meist runden Bau für den rituellen Gebrauch angelegt war.
In der Nähe befinden sich Menhire (Pipers of Boleigh), die Megalithanlage Tregiffian, ein Kammergrab (englisch chambered tomb) vom Scillonian Typ (Isles of Scilly) und der Steinkreis „The Merry Maidens of Boleigh“.